# Tenodera fasciata
Tenodera fasciata är en bönsyrseart som beskrevs av Olivier 1792. Tenodera fasciata ingår i släktet Tenodera och familjen Mantidae.

## Underarter
Arten delas in i följande underarter:
- T. f. blanchardi
- T. f. fasciata